# Хёгна Сигюрдардоуттир
Хёгна Сигюрдардоуттир (исл. Högna Sigurðardóttir; 6 июля 1929, Вестманнаэйяр, Сюдюрланд — 10 февраля 2017, Рейкьявик) — исландский архитектор. Первая женщина-архитектор, которая профессионально проектировала здания в Исландии.

## Биография
Родилась 7 июля 1929 года в городе Вестманнаэйяр на острове Хеймаэй в архипелаге Вестманнаэйяр. Дочь бригадира Сигюрдюра Фридрихссона (Sigurður Friðriksson; 22 августа 1898 — 7 мая 1980) и домохозяйки Элисабет Хадльгримсдоуттир (Ísleif Elísabet Hallgrímsdóttir; 4 апреля 1905 — 30 марта 2004). Её родители поженились в 1926 году и у них было три дочери, старшая из которых — Сигюрвейг (Sigurveig Sigurðardóttir; 29 сентября 1927 — 4 апреля 1930) — умерла в два года. Младшая сестра — Моуэйдюр (Móeiður Sigurðardóttir; род. 20 апреля 1944).
Училась в школе имени Ингимара в Рейкьявике, затем в средней школе второй ступени в Рейкьявике (MR), которую окончила в 1949 году.
В том же году поступила в престижную Школу изящных искусств в Париже, стала первой исландской, поступившей в неё. Окончила школу как архитектор в 1960 году, став лучшей из 300 студентов. За дипломный проект — садоводческую ферму (garðyrkjubýli) в Хверагерди Хёгна получила особое признание.
Жила и работала во Франции большую часть жизни. С 1961 по 1972 год управляла собственной студией в Париже.
Первый дом Хёгны построен для её родственников в 1959 году по адресу Búastaðabraut, 11 на островах Вестманнаэйяр. Двухэтажный дом выполнен в стиле брутализм из бетона, однако использован также местный камень, что вдохновлено местными подпорными стенами. Хёгна училась, ей сложно было контролировать строительство и она сопровождала чертежи подробными инструкциями строителям. Дом был засыпан вулканическим пеплом, повреждён при извержении вулкана Эльдфедль 1973 года и позднее снесён при расчистке территории бульдозерами. Сама Хёгна, узнав об извержении, вернулась в Исландию, прибыла на острова Вестманнаэйяр и участвовала в спасательной операции. После извержения её семья перебралась в Стиккисхоульмюр.
Хёгна стала первой женщиной-архитектором, которая профессионально проектировала здания в Исландии.
Одним из первых проектов Хёгны стал термальный плавательный бассейн в Коупавогюре. Выполнен по поручению бургомистра (мэра) Коупавогюра Хюльги Якобсдоуттир. Проект был реализован лишь частично. В 1985—1991 годах по проекту Хёгны построен другой бассейн.
Всего Хёгна построила в Исландии в 1960-х годах пять односемейных домов в стиле брутализм, которые представляют ценность для истории исландской архитектуры XX века. Самый известный из них находится по адресу Bakkaflöt, 1 в Гардабайре, спроектирован в 1963 году и построен в 1965—1968 годах для художницы Рагнхейдюр Йоунсдоуттир (Ragnheiður Jónsdóttir; род. 1933) и её мужа Хафстейдна Ингварссона (Hafsteinn Ingvarsson; 1932—2014), стоматолога. Дом площадью 238 м² врезан в искусственный покрытый травой холм, из которого виден только край плоской крыши, что вдохновлено традиционным исландским дерновым домом. Материалы в дизайне интерьера ограничиваются необработанным бетоном, обработанной древесиной и кожей, причём большая часть мебели (диваны, скамейки, столы, ванны и даже кровати) отлиты из бетона, что делает их частью единого целого с видимой основной структурой дома. Дом появился в фильме «Клятва» Балтазара Кормакура, премьера которого состоялась в 2016 году.
Ещё один её дом площадью 307 м², построенный в 1963 году, находится по адресу Brekkugerði, 19 в центре Рейкьявика. Первоначальными владельцами дома были Эдла Хьяльтадоуттир (Erla Hjaltadóttir; 1930—2015), дочь и наследница Хьяльти Лидссона (Hjalti Lýðsson; 1900—1976), владельца кинотеатра Stjörnubíó и её муж Торвардюр Торвардарсон (Þorvarður Þorvarðarson; 1927—2013), которые владели домом до 2012 года. Двухэтажный дом, как и другие дома Хёгны выполнен в стиле брутализм, в интерьере также использован необработанный бетон. Часть мебели также была отлита из бетона. В 2012 году в доме прошла выставка Эрро.
Для младшей сестры своей заказчицы — Уннюр Хьяльтадоуттир (Hjaltadóttir Schiöth; род. 1935) и её мужа Карла Фридрика Шиэта (Karl Friðrik Schiöt; 1932—2004) Хёгна также спроектировала дом, но его строительство в Хверагерди у кольцевой дороги Хрингвегюр было брошено на стадии фундамента в 1974 году.
В Коупавогюре по адресу Hrauntunga, 23 построен в 1967 году дом Хёгны площадью 300 м². Дом построен на южном склоне с видом на полуостров Рейкьянес и горы Блауфьёдль.
Также в Коупавогюре по адресу Sunnubraut, 37 находится дом Хёгны, построенный в 1965 году для Тоурхадлы Фридрихсдоуттир (Þórhalla Friðriksdóttir; 1915—1999) и её третьего мужа Бриньоульвюра Хадльгримссона (Brynjólfur Hallgrímsson; 1913—1991), которые приходятся Хёгне тётей и дядей по отцовской и материнской линии соответственно. Дом площадью 217 м² одноэтажный, с подвалом и плоской крышей. Выполнен в стиле брутализм, в интерьере также использован необработанный бетон. Часть мебели также была отлита из бетона. Её убрал следующий владелец в 2004—2005 годах.
В 1992 году стала действительным членом Академии архитектуры. В 2008 году избрана почётным членом Союза архитекторов Исландии (Arkitektafélag Íslands).
Умерла 10 февраля 2017 в Рейкьявике, в возрасте 87 лет. Похоронена на кладбище церкви Лаугафедль (Lágafellskirkjugarður) в Мосфедльсбайре.

## Личная жизнь
В 1953 году вышла замуж за Герхарда Анспаха (Gerhard Anspach; род. 10 ноября 1922), американского торговца произведениями искусства немецкого происхождения. У них было две дочери: Сольвейг (1960—2015), кинорежиссёр и Торунн Эдда (Þórunn Edda Anspach; род. 6 августа 1964). Пара развелась.
Её младшая дочь Торунн Эдда Анспах управляла дизайнерским магазином Kisuna сначала в Рейкьявике, затем — Kisan Concept Store в Нью-Йорке. В 1990 году вместе с мужем Оливье Бремоном (Olivier Brémond) и Паскалем Бретоном основала продюсерскую компанию Marathon, в 2020 году супруги основали продюсерскую компанию Mercer Productions, среди работ которой криминальный сериал «Семейное чутьё» для France 2 и документальный фильм «Бутан: по стопам с Матьё Рикаром» (Bhoutan: dans les pas de Matthieu Ricard, 2022) для Arte.

## Награды
1 января 2010 года президент Оулавюр Рагнар Гримссон наградил её рыцарским крестом ордена Исландского сокола за вклад в исландскую и международную архитектуру.

## Память
После смерти Хёгны в Париже в доме её внучки Клары Лемэр Анспах (Clara Lemaire Anspach; род. 25 октября 1995), дочери Сольвейг (1960—2015) обнаружен архив Хёгны. Однако для сохранения и изучения архива Хёгны первоначально не нашлось места в исландских музеях. В 2019 году семья Хёгны передала её архив Музею дизайна и прикладного искусства (Hönnunarsafn Íslands) в Гардабайре.